# Georges Mathieu
Victor Georges Mathieu znany też jako Georges Victor Mathieu d'Escaudœuvres (ur. 27 stycznia 1921 w Boulogne-sur-Mer, zm. 10 czerwca 2012 w Boulogne-Billancourt) – artysta francuski i teoretyk sztuki, przedstawiciel ekspresjonizmu abstrakcyjnego, jeden z twórców abstrakcji lirycznej.
Był przeciwnikiem abstrakcji geometrycznej, od 1947 organizował manifestacje na rzecz sztuki wolnej od jakichkolwiek ograniczeń, dzięki którym był uznawany za prekursora happeningów. Tworzył stosując tzw. metodę malarskiego gestu, pracował szybko wyciskając farbę z tub bezpośrednio na płótno. W latach 50. malarskie performance Mathieu transmitowała francuska telewizja. Oprócz malarstwa zajmował się projektowaniem znaczków, medali, biżuterii, mebli i dokumentów skarbowych. Zaprojektował logo stacji telewizyjnej Antenne 2 i plakaty dla Air France.

## Wybrane prace
- Hommage à la mort, 1950
- Vivent les cornificiens, 1951
- La Bataille de Bouvines, 1954
- Charlemagne reçoit les envoyés de l’empereur Nicéphore, 1956
- Hommage aux poètes du monde entier, 1956
- Bataille de Hakata, 1957
- Le Massacre de la Saint-Barthélemy, 1959
- L’Entrée de Louis XIII et de la reine Anne d’Autriche dans Paris à leur retour de Bordeaux, 1960
- Potentille, 1964
- Gradlon, 1964
- Le Paradis des orages, 1988
- L'Immortalité ruinée, 1989
- Rumeur de paradis, 1991